# Unterseeboot 130 (1941)
Pour les articles homonymes, voir Unterseeboot 130.
Le Unterseeboot 130 (ou U-130) est un U-Boot (sous-marin) allemand de type IX.C utilisé par la Kriegsmarine pendant la Seconde Guerre mondiale.

## Historique
Mis en service le 11 juin 1941, l'U-130 reçoit sa formation de base à Stettin en Allemagne au sein de la 4. Unterseebootsflottille jusqu'au 31 août 1941, puis un complément de formation à Wilhelmshaven en Allemagne jusqu'au 30 novembre 1941 avec la 2. Unterseebootsflottille, il rejoint sa flottille de combat à Lorient en France toujours dans la 2. Unterseebootsflottille.
L'U-130 réalise sa première patrouille, quittant le port de Kiel le 1er décembre 1941 sous les ordres du korvettenkapitän Ernst Kals et rejoint la base sous-marine de Lorient le 16 décembre 1941, après 16 jours de mer et un succès de trois navires marchands coulés pour un total de 14 971 tonneaux.
L'Unterseeboot 130 a effectué six patrouilles dans lesquelles il a coulé 21 navires marchands pour un total de 127 608 tonneaux et trois navires de guerre auxiliaires pour un total de 6 986 tonneaux et a endommagé un navire marchand de 6 986 tonneaux sur un total de 299 jours en mer.
L'U-130 quitte le port de Lorient le 28 février 1943 pour sa sixième patrouille sous les ordres de l'Oberleutnant zur See Siegfried Keller. Après 13 jours en mer et un palmarès de quatre navires marchands pour un total de 16 359 tonneaux, il est coulé à son tour le 12 mars 1943 dans l'Atlantique nord à l'ouest des Açores à la position géographique de 37° 10′ N, 40° 21′ O par des charges de profondeur lancées par le destroyer américain USS Champlin.

Les 53 membres de l'équipage sont tués lors de cette attaque.

## Affectations successives
- 4. Unterseebootsflottille du 11 juin 1941 au 31 août 1941
- 2. Unterseebootsflottille du 1er septembre 1941 au 12 mars 1943

## Commandement
- Korvettenkapitän Ernst Kals du 11 juin 1941 au 1er janvier 1943
- Oberleutnant zur See Siegfried Keller du 7 février 1943 au 12 mars 1943

## Patrouilles
|       | Commandant             | Départ            | Départ  | Arrivée           | Arrivée | Jours     | Succès    |
| ----- | ---------------------- | ----------------- | ------- | ----------------- | ------- | --------- | --------- |
| 1     | KrvKpt. Ernst Kals     | 1er décembre 1941 | Kiel    | 16 décembre 1941  | Lorient | 16 jours  | 14 971    |
| 2     | KrvKpt. Ernst Kals     | 27 décembre 1941  | Lorient | 25 février 1942   | Lorient | 61 jours  | 38 644    |
| 3     | KrvKpt. Ernst Kals     | 24 mars 1942      | Lorient | 6 juin 1942       | Lorient | 75 jours  | 13 092    |
| 4     | KrvKpt. Ernst Kals     | 4 juillet 1942    | Lorient | 12 septembre 1942 | Lorient | 71 jours  | 51 528    |
| 5     | KrvKpt. Ernst Kals     | 29 octobre 1942   | Lorient | 30 décembre 1942  | Lorient | 63 jours  | 34 407    |
| 6     | Oblt. Siegfried Keller | 28 février 1943   | Lorient | 192 mars 1943     | Coulé   | 13 jours  | 16 359    |
| Total | Total                  | Total             | Total   | Total             | Total   | 299 jours | 169 001 t |

Note : Oblt. = Oberleutnant zur See - KrvKpt. = Korvettenkapitän

### Opérations Wolfpack
L'U-130 a opéré avec les Wolfpacks (meutes de loup) durant sa carrière opérationnelle:
1. Schlagetot (9 novembre 1942 - 21 novembre 1942)
2. Westwall (21 novembre 1942 - 16 décembre 1942)
3. Unverzagt (12 mars 1943 - 12 mars 1943)

## Navires coulés
L'Unterseeboot 130 a coulé 21 navires marchands pour un total de 127 608 tonneaux et trois navires de guerre auxiliaires pour un total de 6 986 tonneaux et a endommagé un navire marchand de 6 986 tonneaux au cours des six patrouilles qu'il effectua.
| Date             | Nom                 | Nationalité | Tonnage | Fait      |
| ---------------- | ------------------- | ----------- | ------- | --------- |
| 10 décembre 1941 | Kirnwood            | Royaume-Uni | 3 829   | Coulé     |
| 10 décembre 1941 | Kurdistan           | Royaume-Uni | 5 844   | Coulé     |
| 10 décembre 1941 | Star of Luxor       | Égypte      | 5 298   | Coulé     |
| 13 janvier 1942  | Friar Rock          | Panama      | 5 427   | Coulé     |
| 13 janvier 1942  | Frisco              | Norvège     | 1 582   | Coulé     |
| 21 janvier 1942  | Alexander Høegh     | Norvège     | 8 248   | Coulé     |
| 25 janvier 1942  | Varanger            | Norvège     | 9 305   | Coulé     |
| 27 janvier 1942  | Francis E. Powell   | USA         | 7 096   | Coulé     |
| 27 janvier 1942  | Halo                | USA         | 6 986   | Endommagé |
| 11 avril 1942    | Grenanger           | Norvège     | 5 393   | Coulé     |
| 11 avril 1942    | Esso Boston         | USA         | 7 699   | Coulé     |
| 25 juillet 1942  | Tankexpress         | Norvège     | 10 095  | Coulé     |
| 27 juillet 1942  | Elmwood             | Norvège     | 7 167   | Coulé     |
| 30 juillet 1942  | Danmark             | Royaume-Uni | 8 391   | Coulé     |
| 9 août 1942      | Malmanger           | Norvège     | 7 078   | Coulé     |
| 11 août 1942     | Mirlo               | Norvège     | 7 455   | Coulé     |
| 25 août 1942     | Viking Star         | Royaume-Uni | 6 445   | Coulé     |
| 26 août 1942     | Beechwood           | Royaume-Uni | 4 897   | Coulé     |
| 12 novembre 1942 | USS Edward Rutledge | USA         | 9 360   | Coulé     |
| 12 novembre 1942 | USS Hugh L. Scott   | USA         | 12 479  | Coulé     |
| 12 novembre 1942 | USS Tasker H. Bliss | USA         | 12 568  | Coulé     |
| 5 mars 1943      | Empire Tower        | Royaume-Uni | 4 378   | Coulé     |
| 5 mars 1943      | Fidra               | Royaume-Uni | 1 574   | Coulé     |
| 5 mars 1943      | Ger-y-Bryn          | Royaume-Uni | 5 108   | Coulé     |
| 5 mars 1943      | Trefusis            | Royaume-Uni | 5 299   | Coulé     |